# Stictoleptura tangeriana
Stictoleptura tangeriana är en skalbaggsart som först beskrevs av Tournier 1875.  Stictoleptura tangeriana ingår i släktet Stictoleptura och familjen långhorningar. Inga underarter finns listade i Catalogue of Life.